# Opéra-théâtre national Lyssenko de Kharkiv
L'opéra-théâtre national Lyssenko de Kharkiv (en ukrainien : Харківський національний академічний театр опери та балету імені Миколи Лисенка) est un théâtre situé rue Soumska à Kharkiv, en Ukraine. 

## Historique
Il fut fondé en 1931 et porte depuis 1944 le nom de Mykola Lyssenko. Le bâtiment actuel est de 1991.

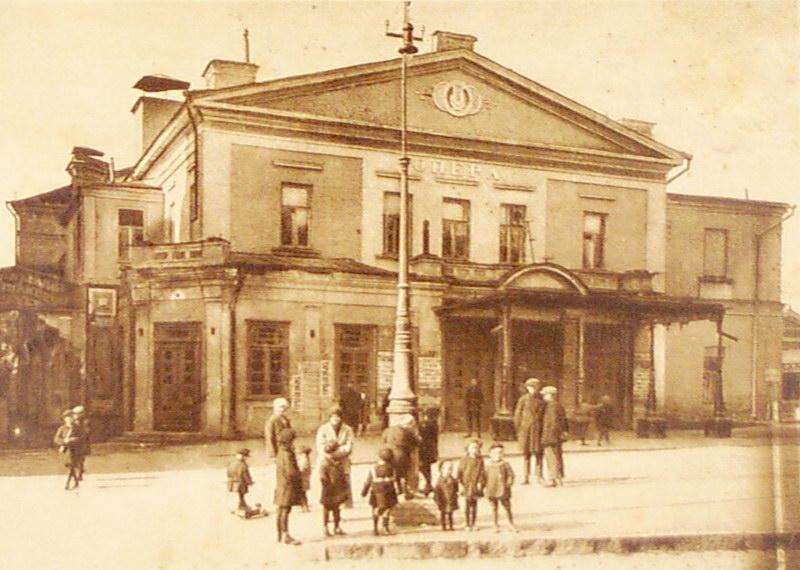
Le bâtiment des années trente.
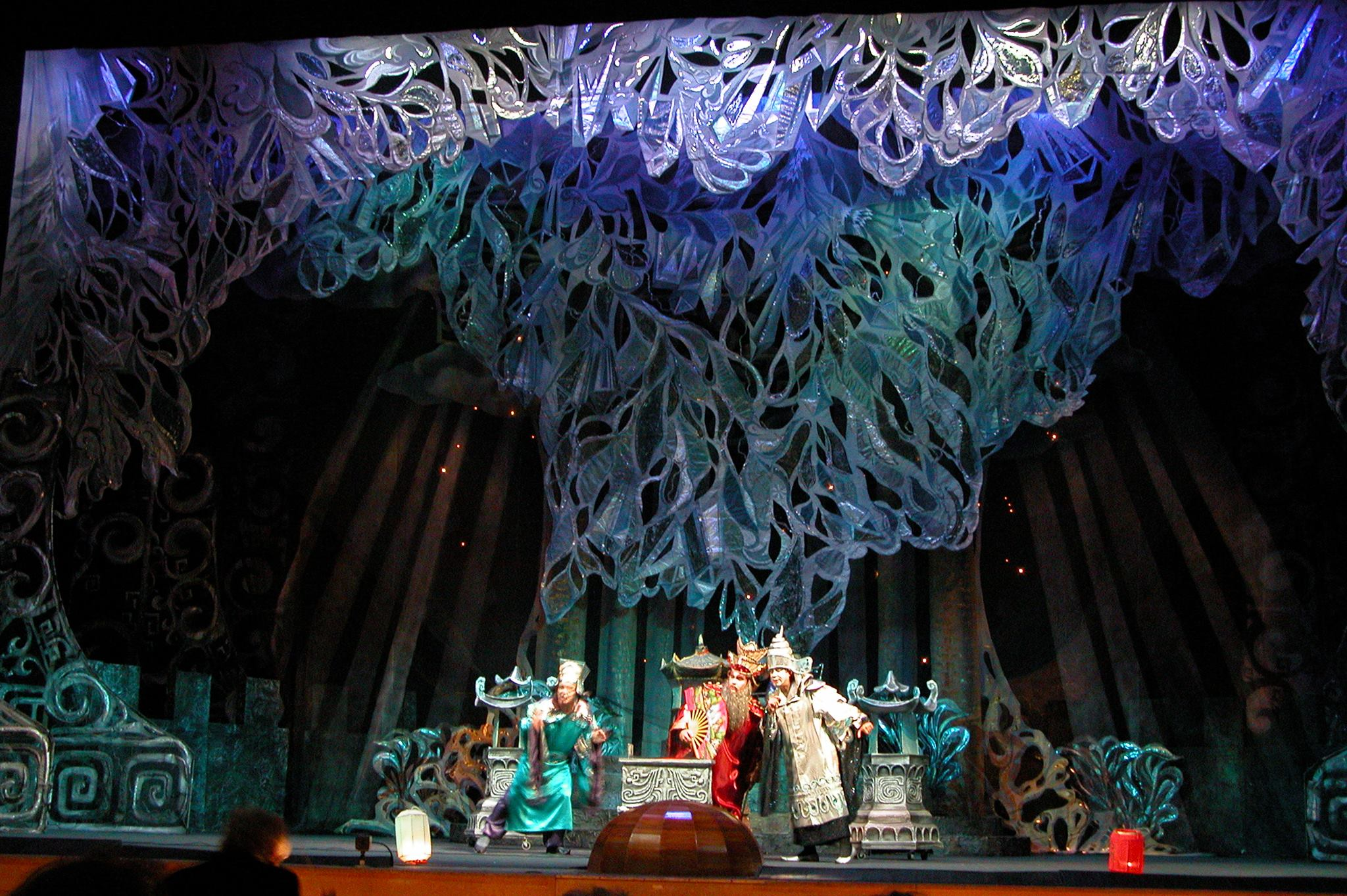
La scène.